# James K. Vardaman

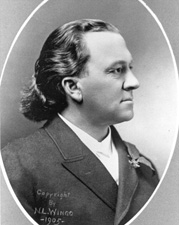
James Vardaman

James Kimble Vardaman, född 26 juli 1861 i Jackson County, Texas, död 25 juni 1930 i Birmingham, Alabama, var en amerikansk politiker. Han var guvernör i Mississippi 1904–1908. Han representerade Mississippi i USA:s senat 1913–1919. Han var känd för sina populistiska och extrema rasistiska åsikter. Anhängarna kallade honom "The White Chief".
Vardaman flyttade 1868 till Mississippi med sina föräldrar. Han studerade juridik och inledde 1881 sin karriär som advokat i Winona. Han var dessutom ansvarig utgivare för tidningen Winona Advance. Han flyttade sedan till Greenwood där han fortsatte sin verksamhet som advokat.
Vardaman deltog i spansk-amerikanska kriget i USA:s armé och befordrades till överste. Han vann guvernörsvalet i Mississippi 1903. Vissa av hans åsikter var progressiva, han var motståndare till barnarbete och leasing av fångar. Den mest framträdande delen av hans politiska program var ändå rasismen. Han ansåg att de svarta inte borde få någon utbildning så att de skulle vara ekonomiskt beroende av de vita. Hans åsikt var att skolorna för svarta barn borde stängas. Han försvarade dessutom lynchningar.
Vardaman efterträdde 1913 LeRoy Percy som senator för Mississippi. Vardaman hade besegrat Percy i demokraternas primärval. Hans politiska framgångar sammanträffade med Ku Klux Klans växande styrka i deltaområdet. Klanen var en del av hans politiska bas. Han efterträddes 1919 som senator av Pat Harrison.
Vardaman, Mississippi har fått sitt namn efter James K. Vardaman.